# Cao Shen
En aquest nom xinès, el cognom és Cao.
Cao Shen (mort el 190 aEC), nom estilitzat Jingbo (敬伯), va ser el segon canceller (相國) de la Dinastia Han. Cao va participar en la Disputa Chu–Han en el bàndol de Liu Bang (Emperador Gaozu de Han) i va contribuir en gran manera a fundar la Dinastia Han.